# Totem (reality)
A Totem a TV2 túlélő-reality műsora, ahol ismert emberek versenyeznek egymás ellen különböző ügyességi feladatokban. 
A műsor 2021. augusztus 22-én került először adásba a TV2-n.
A műsorvezető Ördög Nóra, a versenyzők pedig két csapatra oszlanak: a Szarvasok és a Farkasok csapatára.
A műsornak háttérműsora is van Totem – A tűz körül címmel, mely a show után kerül adásba, és a szereplők beszélik meg a velük történteket.

## Epizódok
| Évad | Évad | Részek száma | Részek száma | Eredeti sugárzás    | Eredeti sugárzás     | Eredeti adó |
| Évad | Évad | Részek száma | Részek száma | Évadbemutató        | Évadzáró             | Eredeti adó |
| ---- | ---- | ------------ | ------------ | ------------------- | -------------------- | ----------- |
|      | 1.   | 21           | 21           | 2021. augusztus 22. | 2021. szeptember 17. |             |

## Eredmény
| Helyezés | 1. évad (2021)  |
| -------- | --------------- |
| 1.       | Ekanem Bálint   |
| 1.       | Varga Viktor    |
| 2.       | Oczella Eszter  |
| 2.       | Oczella Kriszta |
| 3.       | Nagy Zsolt Leó  |
| 3.       | Szabó Dóri      |
| 4.       | Baronits Gábor  |
| 4.       | Csősz Boglárka  |
| 4.       | Horváth Csenge  |
| 4.       | Stohl András    |
| 5.       | Hamvai PG       |
| 6.       | Krausz Gábor    |
| 7.       | Völgyesi Gabi   |
| 8.       | Szőke Zoltán    |
| 9.       | Busa Pista      |

## Összesített eredmény
Nyertes
     Döntős
     Párbaj ellenfél
     A versenyző a párbajon kiesett
     Továbbjutott a versenyző a csapatversenyek során (nyert a csapata)
     A versenyző nem szerepelt
     Továbbjutott a versenyző a csapatversenyek során, de vesztett a csapata
| Versenyző       | 3. adás       | 6. adás       | 9. adás       | 12. adás     | 15. adás     | 18–19. adás  | 18–19. adás | 21. adás |
| --------------- | ------------- | ------------- | ------------- | ------------ | ------------ | ------------ | ----------- | -------- |
| Ekanem Bálint   | Továbbjutott  | Továbbjutott  | Továbbjutott  | Továbbjutott | Továbbjutott | Párbajozó    |             | Nyertes  |
| Varga Viktor    | Továbbjutott  | Továbbjutott  | Továbbjutott  | Továbbjutott | Továbbjutott | Továbbjutott |             | Nyertes  |
| Oczella Eszter  | Továbbjutott  | Továbbjutott  | Továbbjutott  | Továbbjutott | Továbbjutott |              | Párbajozó   | Döntős   |
| Oczella Kriszta | Továbbjutott  | Továbbjutott  | Továbbjutott  | Továbbjutott | Párbajozó    |              | Párbajozó   | Döntős   |
| Nagy Zsolt Leó  | Továbbjutott  | Továbbjutott  | Továbbjutott  | Továbbjutott | Továbbjutott |              | Párbajozó   | Kiesett  |
| Szabó Dóri      | Továbbjutott  | Továbbjutott  | Továbbjutott  | Továbbjutott | Továbbjutott | Párbajozó    |             | Kiesett  |
| Baronits Gábor  | Továbbjutott  | Továbbjutott  | Továbbjutott  | Továbbjutott | Továbbjutott |              | Kiesett     |          |
| Csősz Boglárka  | Továbbjutott  | Továbbjutott  | Továbbjutott  | Továbbjutott | Továbbjutott |              | Kiesett     |          |
| Horváth Csenge  | Továbbjutott  | Továbbjutott  | Továbbjutott  | Továbbjutott | Továbbjutott | Kiesett      |             |          |
| Stohl András    | Nem Szerepelt | Nem Szerepelt | Nem Szerepelt | Párbajozó    | Továbbjutott | Kiesett      |             |          |
| Hamvai P.G.     | Továbbjutott  | Párbajozó     | Továbbjutott  | Továbbjutott | Kiesett      |              |             |          |
| Krausz Gábor    | Továbbjutott  | Továbbjutott  | Párbajozó     | Kiesett      |              |              |             |          |
| Völgyesi Gabi   | Párbajozó     | Továbbjutott  | Kiesett       |              |              |              |             |          |
| Szőke Zoltán    | Továbbjutott  | Kiesett       |               |              |              |              |             |          |
| Busa Pista      | Kiesett       |               |               |              |              |              |             |          |

| – Farkas csapat  |
| – Szarvas csapat |

## Nézettség
A +4-es adatok a teljes lakosságra, a 18–59-es adatok a célközönségre vonatkoznak. A táblázat csak a TV2 által főműsoridőben sugárzott premieradások adatait mutatja.
| Epizód   | Vetítés              | Teljes lakosság (+4) | Teljes lakosság (+4) | Célközönség (18–59) | Célközönség (18–59) | Forrás |
| Epizód   | Vetítés              | AMR (fő)             | SHR (%)              | AMR (fő)            | SHR (%)             | Forrás |
| -------- | -------------------- | -------------------- | -------------------- | ------------------- | ------------------- | ------ |
| 1. adás  | 2021. augusztus 22.  | 634 919              | 16,5                 | 316 070             | 15,8                | [ 2 ]  |
| 2. adás  | 2021. augusztus 23.  | 456 484              | 12,2                 | 223 920             | 11,2                | [ 3 ]  |
| 3. adás  | 2021. augusztus 24.  | 373 808              | 9,8                  | 186 694             | 9,4                 | [ 3 ]  |
| 4. adás  | 2021. augusztus 25.  | 399 028              | 10,8                 | 183 081             | 9,5                 | [ 3 ]  |
| 5. adás  | 2021. augusztus 26.  | 375 578              | 10,0                 | 161 428             | 8,3                 | [ 3 ]  |
| 6. adás  | 2021. augusztus 27.  | 358 279              | 9,9                  | 156 350             | 8,5                 | [ 3 ]  |
| 7. adás  | 2021. augusztus 30.  | 379 440              | 9,8                  | 174 692             | 8,8                 | [ 4 ]  |
| 8. adás  | 2021. augusztus 31.  | 393 189              | 10,6                 | 186 242             | 9,6                 | [ 4 ]  |
| 9. adás  | 2021. szeptember 1.  | 319 879              | 8,7                  | 142 948             | 7,2                 | [ 4 ]  |
| 10. adás | 2021. szeptember 2.  | 261 988              | 6,7                  | 104 122             | 5,1                 | [ 4 ]  |
| 11. adás | 2021. szeptember 3.  | 333 130              | 9,0                  | 142 486             | 7,4                 | [ 4 ]  |
| 12. adás | 2021. szeptember 6.  | 341 425              | 9,6                  | 157 472             | 8,5                 | [ 5 ]  |
| 13. adás | 2021. szeptember 7.  | 327 755              | 8,6                  | 150 651             | 7,6                 | [ 5 ]  |
| 14. adás | 2021. szeptember 8.  | 281 627              | 7,6                  | 110 889             | 5,8                 | [ 5 ]  |
| 15. adás | 2021. szeptember 9.  | 329 479              | 9,5                  | 151 566             | 8,5                 | [ 5 ]  |
| 16. adás | 2021. szeptember 10. | 308 329              | 8,6                  | 125 479             | 6,8                 | [ 5 ]  |
| 17. adás | 2021. szeptember 13. | 335 542              | 8,9                  | 156 762             | 8,1                 | [ 6 ]  |
| 18. adás | 2021. szeptember 14. | 329 225              | 8,7                  | 142 415             | 7,3                 | [ 6 ]  |
| 19. adás | 2021. szeptember 15. | 337 633              | 9,6                  | 147 024             | 7,9                 | [ 6 ]  |
| 20. adás | 2021. szeptember 16. | 351 332              | 9,7                  | 148 365             | 7,7                 | [ 6 ]  |
| 21. adás | 2021. szeptember 17. | 406 585              | 11,0                 | 178 990             | 9,4                 | [ 6 ]  |